# Kyenjojo (district)
Le district de Kyenjojo est un district de l'ouest de l'Ouganda. Sa capitale est Kyenjojo.